# Phlattothrata parva
Phlattothrata parva är en spindelart som först beskrevs av Kulczynski 1926.  Phlattothrata parva ingår i släktet Phlattothrata och familjen täckvävarspindlar. Inga underarter finns listade i Catalogue of Life.